# Erythrolamprus miliaris
Espèce
Synonymes
- Coluber miliaris Linnaeus, 1758
- Liophis miliaris (Linnaeus, 1758)
- Coluber merremii Wied-Neuwied, 1821
- Liophis miliaris merremi (Wied-Neuwied, 1821)
- Coluber dictyodes Wied-Neuwied, 1824
- Coluber bicolor Reuss, 1834
- Ablabes purpurans Duméril, Bibron & Duméril, 1854
- Liophis purpurans (Duméril, Bibron & Duméril, 1854)
- Coronella australis Günther, 1858
- Opheomorphus meleagris var. semilineatus Cope, 1860
- Liophis cobella var. collaris Jan, 1863
- Coronella orientalis Günther, 1864
- Rhadinaea chrysostoma Cope, 1868
- Liophis miliaris chrysostomus (Cope, 1868)
- Coronella poecilolaemus Günther, 1872
- Rhadinaea orina Griffin, 1916
- Liophis miliaris orinus (Griffin, 1916)
- Dromicus amazonicus Dunn, 1922
- Liophis miliaris amazonicus (Dunn, 1922)
- Rhadinaea merremii natricoides Werner, 1926

Erythrolamprus miliaris est une espèce de serpents de la famille des Dipsadidae.

## Répartition
Cette espèce se rencontre :
- en Guyane ;
- au Suriname ;
- au Guyana ;
- au Venezuela ;
- en Colombie ;
- en Équateur ;
- au Pérou ;
- en Bolivie ;
- au Brésil ;
- au Paraguay ;
- en Uruguay ;
- en Argentine dans les provinces de Formosa, de Misiones, de Corrientes, d'Entre Ríos, de Santa Fe, de Córdoba et de Buenos Aires.

## Description
C'est un serpent venimeux et ovipare.

## Liste des sous-espèces
Selon The Reptile Database (23 septembre 2015) :
- Erythrolamprus miliaris amazonicus (Dunn, 1922)
- Erythrolamprus miliaris chrysostomus (Cope, 1868)
- Erythrolamprus miliaris merremi (Wied-Neuwied, 1821)
- Erythrolamprus miliaris miliaris (Linnaeus, 1758)
- Erythrolamprus miliaris orinus (Griffin, 1916)

## Taxinomie
Liophis miliaris semiaureus a été élevée au rang d'espèce.

## Publications originales
- Cope, 1868 : An examination of the Reptilia and Batrachia obtained by the Orton Expedition to Equador and the Upper Amazon, with notes on other species. Proceedings of the Academy of Natural Sciences of Philadelphia, vol. 20, p. 96-140 (texte intégral).
- Dunn, 1922 : Two new South American snakes. Proceedings of the Biological Society of Washington, vol. 35, p. 219-220 (texte intégral).
- Griffin, 1916 "1915" : A catalog of the Ophidia from South America at present (June 1916) contained in the Carnegie Museum with descriptions of some new species. Memoirs of the Carnegie Museum, vol. 7, no 3, p. 163-228 (texte intégral).
- Linnaeus, 1758 : Systema naturae per regna tria naturae, secundum classes, ordines, genera, species, cum characteribus, differentiis, synonymis, locis, ed. 10 (texte intégral).
- Wied-Neuwied, 1821 : Reise nach Brasilien in den Jahren 1815 bis 1817, vol. 2, Frankfurt am Main.